# Сягайли
Сяга́йли — село в Україні, у Новоселівській сільській громаді Полтавського району Полтавської області. Населення становить 40 осіб. До 2020 орган місцевого самоврядування — Рунівщинська сільська рада.

## Географія
Село Сягайли знаходиться на лівому березі річки Свинківка, вище за течією на відстані 2 км розташоване село Глоби, нижче за течією на відстані 3,5 км розташоване село Шили, на протилежному березі — село Петрашівка.

## Історія
12 червня 2020 року, відповідно до розпорядження Кабінету Міністрів України № 721-р «Про визначення адміністративних центрів та затвердження територій територіальних громад Полтавської області», село увійшло до складу Новоселівської сільської громади.
19 липня 2020 року, в результаті адміністративно — територіальної реформи та ліквідації Полтавського району(1925—2020), село увійшло до складу новоутвореного Полтавського району.